# Семјон Фурман
Семјон Абрамович Фурман (Пинск, 1. децембар 1920 — Лењинград, 17. март 1978) био је совјетски шаховски велемајстор и тренер. Најпознатији је по развоју Анатолија Карпова у светског првака у шаху, али је и сам био импресиван играч, као и успешан тренер неколико других играча светске класе.

## Младост
Рођен у Пинску, Фурман је био радник фабрике у Лењинграду, своје вештине у шаху је развијао у своје слободно време, и касано је "процветао" према шаховским стандардима, не достижући чак ни титулу национални мајстор док није одрастао. На пример, имао је само 6½/13 на турниру кандидата за мајсторе, група 1, У Ростов-на-Дону, 1939. На истом турниру у Калинину 1940, 3. група, успео је само да постигне 5/11, као и на Лењинградском првенству 1940. године, где је постигао само 6/16. Његов шаховски развој у наредних неколико година Другог светског рата, јер је Лењинград био под опсадом фашиста, од почетка 1941. године.
Организовани шах је почео поново након што је Други светски рат завршен. На турниру играча прве категорије играча у Горкију, 1945, Фурман је постигао свој први изузетан резултат, када је поделио прво место са Константином Кламаном, са скором 11/15. У Тули 1945, Фурман је заузео друго место са 10½/14, одмах иза Лублинског. На првенству Лењинграда 1946. године, Фурман је поделио 8-9  места, са 8½/17. На полуфиналу Првенства Совјетског Савеза, Лењинград 1946, Фурман је био неуспешан у напредовању, али је направио веома угледан резултат 9/18, којим је поделио 9-10 место. Он се кретао полако, кроз невероватно дубоку Совјетску авангарду.
1947. година је донела неке награде за Фурмана. Поделио је прво место у првенству клуба "Спартак", са Владимиром Симагином, са 15/19, али је изгубио меч плеј-офа. Затим, на првенству Лењинграда поделио је 3-4. место са 11/17. У Саратову 1947, на националном турниру, он је постигао 7/11 поделивши друго и треће место.

## Квалификације за првенства Совјетског Савеза
Фурман се квалификовао на полуфиналу у Свердловску 1947, за своје прво Совјетско шаховско првенство у узрасту од 27 година. У финалу је деловао изузетно добро, заузевши треће место, само пола поена иза победника Давида Бронштајна и Александра Котова, са лепим резултатом 11/18. На првенству Лењинграда 1948. године, он је поделио од 7-10 места, са 9½/17. Поделио је прво-треће место у Виљнусу 1949. године,  са 11½/17, квалификујући се поново за совјетско финале. На првенству Лењинграда 1949. године, био је ван форме са 8½/18 што га је довело на деобу 11-13 места. Затим, на совјетском финалу, касније 1949. године, поново у Москви, поделио је од 5-7-ог места са 11½/19. На првенству клуба "Спартак", делио је 4 и 5 место, са 6/11. Онда је у Горкију 1950, био неуспешан у квалификацијама за следеће Совјетско финале првенства, остваривши само 9½/15, што му је донело четврто место.
Први међународни турнир био је у Букурешту 1954, где је поделио 6. и 7. места са солидним 10/17. Био је на средини табеле у Москви 1955, са 10/19, поделивши 10. и 11. место. Слична прича је била и у Москви 1957, где је постигао 10/21 што му је донело 12. место. Имао је добар турнир у Кијеву, 1957, постигавши 11½/19 да би поделио 2-5-ог места, иза самоТиграна Петросяна. Његова форма је пала на у Риги 1958, где је имао само 6/18 и 17. место. У Тбилисију 1959. године, он је поново испод 50 одсто са 8/19 и завршава на 15. месту.
Фурман је постепено доказао да је  припадао горњем слоју необично дубоке Совјетске шаховске елите, са пуно победа над топ играчима. Био је четврти 1965. на Совјетском првенству. Фурман је награђен титулом међународни мајстор (IM) 1954. године. Он је освојио Лењинградско првенство 1953, 1954. и 1957 (заједнички).

## Велемајстор и тренер звезда
Фурман није постао велемајстор до 1966. године, у доби од 46, након првог места у Харахову. Тешко је било у тим годинама за све, али посебно за најбоље совјетске играче да путују у иностранство на међународне турнире, где се титуле могу освојити, и Фурман је имао неколико могућности. Он је играо за СССР 1961 на екипном првенству Европе у Оберхаузене на десетој табли, постигавши 4/7, и доприневши екипној златној медаљи.
Бронштајн је срео Фурмана 1948. године на Совјетском Првенству, победивши у партији, али је био импресиониран Фурмановом вештином. Бронштајн је писао у својој познатој књизи The Sorcerer's Apprentice (pp. 102): "Касније, кад а сам препознао логичку игра Фурмана, предложио сам му да постане мој помоћник током припрема за меч против светског првака Михаила Ботвиника 1951. године. Поред тога, ја сам га повео са собому иностранство, као мог секунданта на Међузонски турнир у Гетеборгу у 1955. години и Турнир кандидата у Амстердаму 1956."
Фурман је био један од помагача Михаила Ботвиника 1963. у мечу за титулу првака света против Тиграна Петросяна, по речима Анатолија Карпова, који је то навео у својој аутобиографији, Карпов о Карпову. Ботвиник је играо многе тренинг партије са Фурманом, да би се припремио замечеве Светског првенства против Ботвиника у 1960. и 1961. Ови мечеви су постали јавни много година касније, када је Ботвиник објавио партије, који су сада доступни у различитим базама података. Фурман и Ботвиник су у то време обојица били чланови клуба "Рад". Касније је Фурман прешао у спортски клуб војске. Фурман је такође помагао играчима светске класе, као што су Виктор Корчној (према и Бронштајну и Карпову) и Ефиму Гелеру (према Карпову).
Сајт www.chessmetrics.com је шаховски сајт који има за циљ да обезбеди историјске рејтинге за играче, користећи различите методе обрачуна. Тај сајт је израчунао да је највиши Фурманов рејтинг био 2708 у априлу 1948. године, што је било место број 11 у свету у том тренутку. То је очигледно велемајсторски ниво, али, због недостатка међународних могућности, Фурман ће званично добити титулу тек осамнаест година касније. Према chessmetrics, његов најбољи турнир са тачке гледишта рејтинг перформанса је Горки 1954 (5½/6, са рејтинг перформансом 2755).

## Тренирање светских шампиона
Фурман је био у улози тренера када је први пут срео младог Анатолија Карпова, који је у узрасту од седамнаест година представљао спортски клуб војске на омладинској табли 1968. на Совјетском екипном првенству, одржаном у Риги. На тренинзима су њих двојица добро сарађивали и Карпов је направио изузетан резултат 10/11. Фурман је био одређен да припреми Карпова (који је дао своје свесрдно одобрење) за наставак такмичења, као што је Совјетски јуниорски квалификациони меч-турнир, Лењинград 1969. године, који је Карпов освојио. Ова победа је донела Карпову прилику да буде совјетски представник  1969. на Светском јуниорском првенству у шаху, одржаном у Стокхолму. Карпов је такође освојио и овај турнир са доминантним учинком; био је први Совјет који је победио на овом нивоу, након Бориса Спаског 1955. године.
Од тог тренутка, Фурман је још више са Карповим, који се преселио из Москве у Лењинград, пребацивши се са Московског државног универзитета МГУ на Лењинградски државни универзитет, да буде ближе Фурману. Њих двојица су постали блиски пријатељи, па је Карпов у ствари помагао Фурман, на његов захтев, Првенство Совјетског Савеза у шаху, одржаном у Москви 1969. године; Карпов није био квалификован да игра на њему. Карпов је освојио титулу велемајстора у Каракасу 1970. Квалификовао се за совјетско првенство по први пут у 1970. години, одигравши добро. Карпов је ремизирао 1971. у тајном тренинг мечу са Корчнојем, кандидатом за светску титулу. Његов успон се наставио, са победама на веома јаким турнирима Москва 1971, Хастингс 1971-72, и Сан Антонио 1972. Карпов је постављен у Совјетску репрезентацију 1972. на Шаховској Олимпијади у Скопљу као резерва и постигао 13½/16, освојивши злато на својој табли, и помогавши Совјетском Савезу да освоји екипно злато.
Пошто је Фурман раније радио са Корчнојем, Карпов је био у могућности да искористи ову ситуацију за добар ефекат, да га победи на кључном  Светском шаховском турниру кандидата 1974. у финалном мечу против Корчноја, који је раније упао у расправу са Фурманом због спора око мечу против Гелера 1971. Корчној је желео Фурмана, да му помогне против Гелер, али Фурман и Гелер су били клупски другови у Војном клубу, тако да је Фурман отказао своје тренерске услуге из принципа, јер је Фурман такође тренирао Гелера. То је оставило горак укус код Корчноја, и њихова сарадња је престала, иако је Корчној победио Гелера. Дакле, код Фурмана се појавило упражњено пуно тренерско радно време и Карпов је то искористио. Карпов је написао да Корчној није разумео у том тренутку потенцијалну опасност коју је Карпов представљао за њега.
Како је Карпов  даље напредовао, и стицао наклоност совјетске спортске бирократије, био је у могућности да поведе и Фурмана да понекад учествује заједно са њим на истим међународним турнирима, као што су Мадрид, 1973, Љубљана/Порторож 1975, и Бад-Лаутерберг 1977, које је све освојио Карпов. Фурман је такође играо добро, освојивши или поделивши треће место на сва три турнира у Мадриду, Љубљани / Порторожу, и Бад-Лаутербергу.
Фурману је додељена награда Истакнути тренер Совјетског Савеза 1973. године за рад са младим играчима. Радио је као тренер за комбиноване Совјетске екипе до олимпијаде у Ници 1974. године и Европског екипног првенста 1977. године, у Москви.
У својој аутобиографској књизи, Карпов о Карпову, објављеној 1991. г., Карпов приписује Фурману заслуге за то што му је помогао да достигне висине шаховских велемајстора, што је кулминирало на светском првенству у 1975. години и супериорношћу у наредних десет година, када је доминирао у игри. Ова добра књига је, можда, најкомплетнији рад икада објављен о односу између врхунских шахиста и њихових тренера. Њих двојица су такође често играли заједно бриџ; ова игра је постала неко време Фурманова опсесија.
Бронштајн, који је радио раније са Фурманом, писао је "Када је Фурман почео да ради са Анатолијем Карповом, није ме изненадио успех младог велемајстора, који је показивао сјајно разумевање велемајсторске стратегије. Било је очигледно да му је Фурман дао много знања, стечених током његових ранијих година. Такође треба рећи да је Фурман имао веома добре аналитичке способности и био је у стању да проникне дубоко у игру других велемајстора, откривајући тајне њихових успеха."
Међутим, Фурман није био доброг здравља још од средине 1960-их. Он је већ доживео једну операцију због рака желуца, али рак се вратио, и он је умро у Лењинграду, 1978. године, непосредно пре Карповљевог  меча са Корчнојем за титулу првака света. Карпов је писао да је изгубио Фурманову значајну помоћ током овог меча, , који је освојио само чудом (+6-5=21).

## Тренерски успеси
Фурман је можда био и најуспешнији тренер у историји шаха, мада би неки дали ову титулу Марку Дворецком. Шаховска култура традиционално и по правилу, сматра играча заслужним за шаховски успех, а много мање (или уопште не сматра заслужним) тренера. Шаховски тренери нису били примећивани код врхунских играча до краја Другог светског рата, када је конкуренција постала много тежа. Први пут тренери су почели да се користе у Совјетском Савезу и другим земљама Источне Европе; није случајно да су најбољи играчи из тих земаља доминирали у шаху за последњих шездесет година. Фурман,  имајући веома важну улогу у Карповљевом развоју, ослањајући се на досадашњу сарадњу са шампионом света Ботвиником и играчима светске класе, као што су Бронштајн, Корчној и Гелер, је можда учинио више него било који други тренер, од почетка 1950-их до краја 1970-их година, да обезбеди Совјетску доминацију.

## Наслеђе
Фурман био изузетан стручњак за отварања, а и поштован као практично играч снаге светске класе са белим фигурама, са којима је остварио већину својих победа над врхунским играчима, што избор партија показује. Он се понекад назива "шампионом света играјући белим фигурама." Он није могао да постигне ни близу тако добре резултате, са црним фигурама, и то је спутавало његов успех. Док га и данас највише памте као Карповљевог тренера, Фурман је такође дао значајан допринос успеху других врхунских играча, као што су Бронштајн, Ботвиник, Корчној, Гелер. Он је развио неколико значајних побољшања у теорији отварања. Он фаворизује затворена отварања (1. д4, 1. ц4, 1.Сф3), као бели, и у многим његовим победама над врхунским ривалима, његови противници једноставно нису били у стању да створе контраигру, и Фурман их је полако давио својом прецизношћу, али и недефинисаном стратегијом. Карпов је истакао да би књига о Фурмановој каријери и најбољим партијама била добро прихваћена и драгоцена; али још нико није прихватио овај изазов.

## Познате шаховске партије
- Семјон Фурман против Ефима Гелера, Лењинград 1947, Дамин гамбит, Полу-Словенска одбрана (Д46), 1-0 Фурман показује звезди у успону Гелеру понешто о прецизној позиционој игри, и на елегантан начин осваја фигуру.
- Семјон Фурман против Паула Кереса, на шампионату Совјетског Савеза, Москва 1948, Дамина индијска одбрана (Е15), 1-0 Керес је био један од три највећа светска играча, и Фурман, скроман фабрички радник, побеђује, што је  значило да се примакао врху.
- Семјон Фурман против Василија Смислова, на шампионату Совјетског Савеза, Москва 1949, Гринфелдова одбрана, Варијанта измене (D88), 1-0 Смислов је завршио на другом месту на шампионату света годину дана пре тога, и постао заједнички шампион за 1949. годину.
- Семјон Фурман против Тиграна Петросјана, на шампионату Совјетског Савеза, Москва 1949, Краљева индијска одбрана, Фијанкетна варијанта (Е68), 1-0 Петросјан је управо био дебитовао на највишем нивоу, и наставио ка томе да постане светски шампион.
- Семјон Фурман против Виктора Корчноја, Лењинград, 1953, Енглеско отварање (А16), 1-0 Фурман је касније постао тренер Корчноју.
- Семјон Фурман против Ратмира Холмова, Првенство Совјетског Савеза, Кијев 1954, Дамини гамбит, Тарашева одбрана (Д30), 1-0 Звезда у успону, Холмов, постао је скоро непобедив неколико година касније.
- Семјон Фурман против Бориса Спаског, Првенство Совјетског Савеза, Москва 1955, Нимцовичева индијска одбрана, Рубинштајнова варијанта (Е59), 1-0 Још један будући шампион света учи да поштује Фурманов таленат.
- Данкан Сатлс против Семјона Фурмана, Поланица,-Здрој, 1967, Ван-Гитово отварање (А00), 0-1 Сатлс је био познат по својим неконвенционалним отварањима, али он не може да дезоријентише ветерана Фурмана.
- Семјон Фурман против Давида Бронштајна, Лењинград против Москве меч 1967, Одбијен дамин Гамбит (Д50), 1-0 Фурман води игру против једног од својих бивших штићеника.
- Семјон Фурман против Михаила Таља, Првенство Совјетског Савеза, Москва 1969, Отварање даминог пешака (А40), 1-0 Бивши шампион света Таљ жртвује, али не добија довољно за то.
- Семјон Фурман против Лава Полугајевског, Москва 1969, Дамина индијска одбрана (Е14), 1-0 Владајући Совјетски шампион јуначки прихвата пораз.
- Семјон Фурман против Леонида Штајна, СССР, 1971, Енглеско отварање, симетрична варијанта (А39), 1-0 Штајн је троструки шампион Совјетског Савеза, али није могао да се носи са Фурманом у овој партији.
- Улф Андерсон против Семјона Фурмана, Мадрид, 1973, Енглеско отварање (А15), 0-1 Један из нове генерације младих звезда бива савладан довољно брзо.
- Семјон Фурман против Светозара Глигорића, Бад-Лаутерберг 1977, Краљева индијска одбрана, Семишева варијанта (Е88), 1-0 Глигорић је светски ауторитет за Краљеву Индијку, али се његов наставни процес наставља још мало даље са Фурманом.
- Ентони Мајлс против Семјона Фурмана, Бад-Лаутерберг 1977, Енглеско отварање (А16), 0-1 Фурман је био болестан, али свакако побеђује  декласирајући Мајлса.